# 1989-es Formula–1 japán nagydíj
A japán nagydíj volt az 1989-es Formula–1 világbajnokság tizenötödik futama.

## Futam
| Helyezés | #  | Versenyző          | Csapat                | Körök | Idő/Kiesések             | Rajthely | Pontok |
| -------- | -- | ------------------ | --------------------- | ----- | ------------------------ | -------- | ------ |
| 1        | 19 | Alessandro Nannini | Benetton-Ford         | 53    | 1:35:06,277              | 6        | 9      |
| 2        | 6  | Riccardo Patrese   | Williams-Renault      | 53    | + 11,904                 | 5        | 6      |
| 3        | 5  | Thierry Boutsen    | Williams-Renault      | 53    | + 13,446                 | 7        | 4      |
| 4        | 11 | Nelson Piquet      | Lotus-Judd            | 53    | + 1:44,225               | 11       | 3      |
| 5        | 7  | Martin Brundle     | Brabham-Judd          | 52    | + 1 kör                  | 13       | 2      |
| 6        | 9  | Derek Warwick      | Arrows-Ford           | 52    | + 1 kör                  | 25       | 1      |
| 7        | 15 | Maurício Gugelmin  | March-Judd            | 52    | + 1 kör                  | 20       |        |
| 8        | 10 | Eddie Cheever      | Arrows-Ford           | 52    | + 1 kör                  | 24       |        |
| 9        | 21 | Alex Caffi         | Dallara-Ford          | 52    | + 1 kör                  | 15       |        |
| 10       | 22 | Andrea de Cesaris  | Dallara-Ford          | 51    | + 2 kör                  | 16       |        |
| Kizárva  | 1  | Ayrton Senna       | McLaren-Honda         | 53    | Kizárva (külső segítség) | 1        |        |
| Kiesett  | 2  | Alain Prost        | McLaren-Honda         | 46    | Ütközés                  | 2        |        |
| Kiesett  | 8  | Stefano Modena     | Brabham-Judd          | 46    | Motorhiba                | 9        |        |
| Kiesett  | 27 | Nigel Mansell      | Ferrari               | 43    | Motorhiba                | 4        |        |
| Kiesett  | 12 | Nakadzsima Szatoru | Lotus-Judd            | 41    | Motorhiba                | 12       |        |
| Kiesett  | 4  | Jean Alesi         | Tyrrell-Ford          | 37    | Váltó                    | 18       |        |
| Kiesett  | 30 | Philippe Alliot    | Larrousse-Lamborghini | 36    | Motorhiba                | 8        |        |
| Kiesett  | 28 | Gerhard Berger     | Ferrari               | 34    | Váltó                    | 3        |        |
| Kiesett  | 20 | Emanuele Pirro     | Benetton-Ford         | 33    | Ütközés                  | 22       |        |
| Kiesett  | 26 | Olivier Grouillard | Ligier-Ford           | 31    | Motorhiba                | 23       |        |
| Kiesett  | 16 | Ivan Capelli       | March-Judd            | 27    | Felfüggesztés            | 17       |        |
| Kiesett  | 17 | Nicola Larini      | Osella-Ford           | 21    | Fékek                    | 10       |        |
| Kiesett  | 3  | Jonathan Palmer    | Tyrrell-Ford          | 20    | Üzemanyagfolyás          | 26       |        |
| Kiesett  | 34 | Bernd Schneider    | Zakspeed-Yamaha       | 1     | Váltó                    | 21       |        |
| Kiesett  | 24 | Luis Perez-Sala    | Minardi-Ford          | 0     | Ütközés                  | 14       |        |
| Kiesett  | 23 | Paolo Barilla      | Minardi-Ford          | 0     | Kuplung                  | 19       |        |

## Statisztikák
Vezető helyen:
- Alain Prost: 43 (1-20 / 24-46)
- Alessandro Nannini: 2 (49-50)
- Ayrton Senna: 8 (21-23 / 47-48 / 51-53)

Alessandro Nannini 1. győzelme, Ayrton Senna 41. (R) pole-pozíciója, Alain Prost 32. (R) leggyorsabb köre.
- Benetton 2. győzelme.